# اریک بولین
اریک بولین (انگلیسی: Erik Bohlin؛ ۱ ژوئن ۱۸۹۷ – ۸ ژوئن ۱۹۷۷)دوچرخه‌سوار اهل سوئد بود.
وی در مسابقات کشوری و بین‌المللی در مجموع برندهٔ ۱ مدال برنز شده‌است.